# Turania, Rieti
Turania är en ort och kommun i provinsen Rieti i regionen Lazio i Italien. Kommunen hade 230 invånare (2018).